# Felső-Tisza-vidék
A Felső-Tisza-vidék az Alföld része, mely Magyarország északkeleti szögletében; Szlovákia, Ukrajna és Románia által határolt területen helyezkedik el, és a Nyírséget és a Szatmár-Beregi-síkságot foglalja magába.
Tájegységei a Bodrogköz és a Szatmár-Beregi-síkság. Előbbi Magyarország és Szlovákia között húzódik. Keleti része, a Kárpátaljai-alföld, amely már Ukrajnához tartozik, valamint a Szatmári-síkság, melynek nagyobbik része Romániához tartozik.
A térség legnagyobb folyója a Tisza, a vidéket az elhagyott folyómedrek, levágott kanyarulatok, időszakos és állandó vízzel borított mocsaras, lápos területek jellemzik.
Városai Nyíregyháza (ez egyben Szabolcs-Szatmár-Bereg vármegye székhelye is), valamint Mátészalka, Nyírbátor, Vásárosnamény, Kisvárda és Fehérgyarmat.

## Éghajlata
A Felső-Tisza-vidék az Alföld leghűvösebb tája; itt a leghosszabb és a leghidegebb a tél, a tavaszi fagyok állandó ismétlődései pedig a terület gyümölcsöseiben évente nagy károkat okoznak. Itt a leghűvösebb a nyár is, és a csapadék megoszlása sem kedvező mindig a mezőgazdaságnak.

## Növényvilága

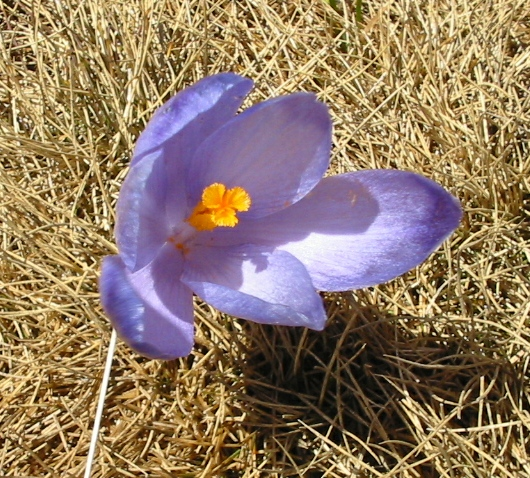
Kárpáti sáfrány

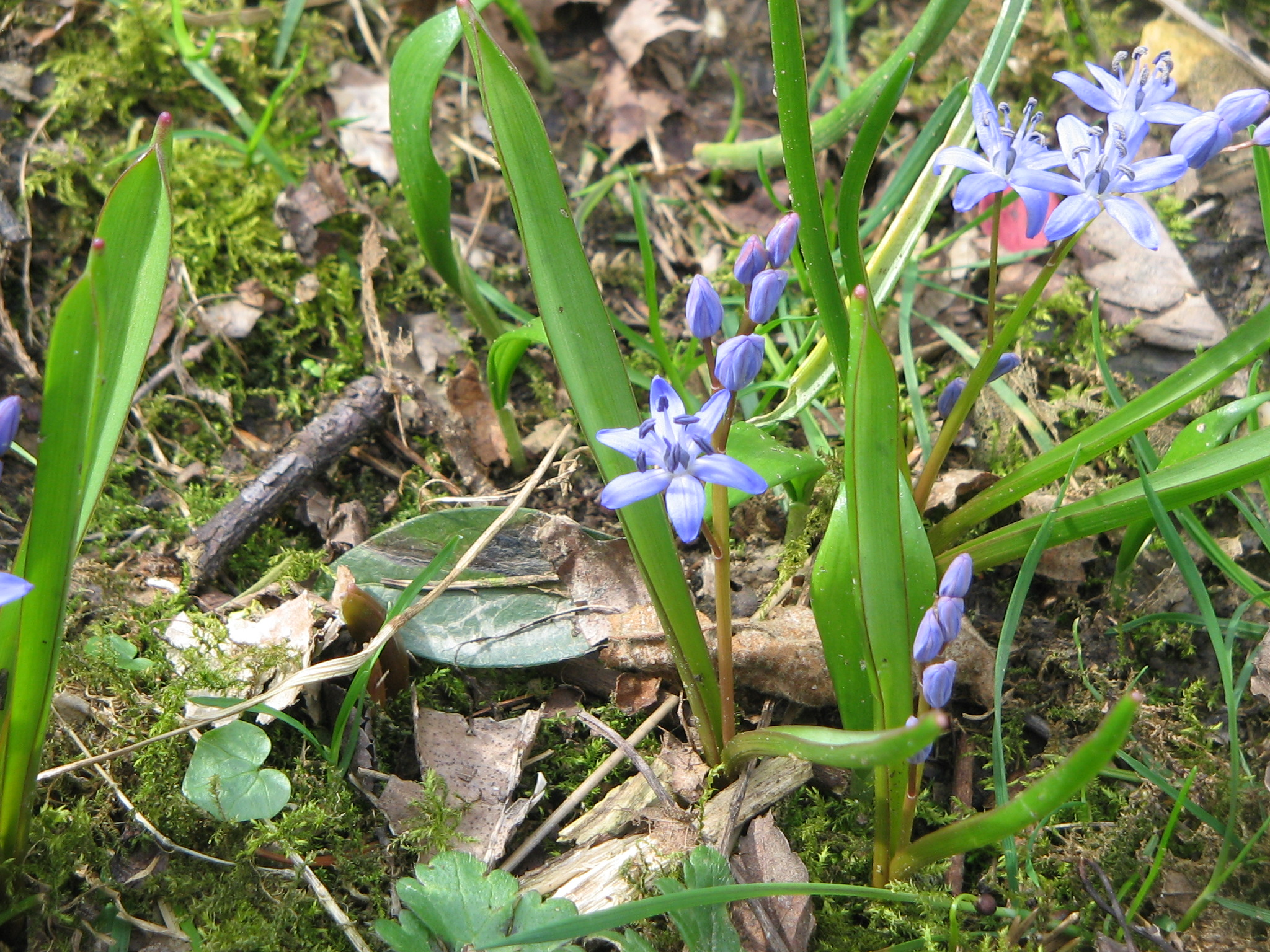
Tavaszi csillagvirág

A vidéket egészen a 18. század végéig összefüggő erdőségek borították, csak a falvak közelében voltak erdőmentes területek.
A török hódoltság után a környék megnövekedett lakosságának az építkezésekhez használatos faanyagigénye miatt azonban egyre nagyobb területen irtották ki az erdőket először csak a Tisza közvetlen közeléből, majd mind beljebb haladva. Mára az egykor összefüggő erdőségekből csak erdőfoltok maradtak. E fennmaradt erdők közül a legszebb a Tarpa mellett található Tarpai-Nagyerdő és a tarpai Téb-erdő, melyek máig számos védett növény és állatfajnak adnak otthont, ezért e területeket fokozottan védett élőhelyekként tartják számon. Leggyakoribb fafajaik a kocsányos tölgy, a magyar kőris, valamint a vénic szil.
A Tisza szabályozása után a területen visszamaradt holtmedrek meghatározó növényfajai a nyár és a fűz alkotta puhafa ligeterdők.
A folyók mentén pedig máig fellelhetők a régi korok ősi gyümölcsfajait rejtő dzsungelgyümölcsösök, melyek ellenálló fajtái nem igényeltek vegyszerezést, megvédte őket a fák alatt húzódó sűrű aljnövényzet. E ősi ellenálló gyümölcsfajtákból készítik máig a legfinomabb lekvárokat, aszalványokat és pálinkákat.
A vidék rétjein, legelőin máig több ritka növényfaj megtalálható; ilyenek a kapotnyak, tavaszi tőzike, kárpáti sáfrány, a kockás kotuliliom és a tavaszi csillagvirág is.

## Állatvilága

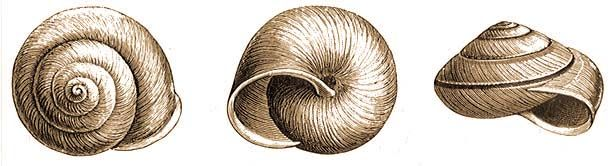
Bánáti csiga (Chilostoma banatica)

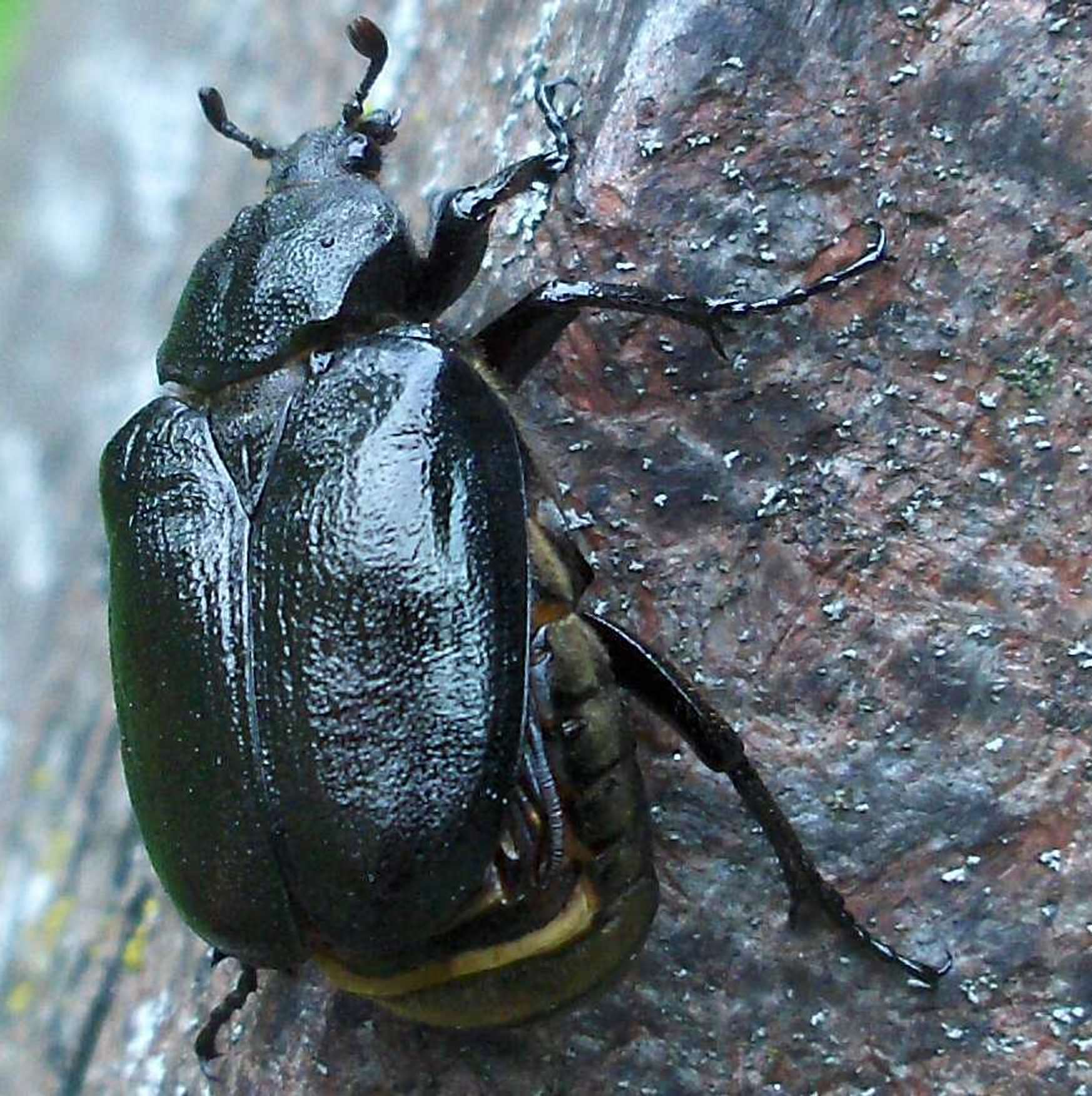
Remetebogár (Osmoderma eremita)

A Tisza-part puhafaligeteinek korhadó fatörzsei adnak otthont a ritka, korhadékban lakó remetebogárnak, a csigafajok közül pedig előfordul itt a ritka bánáti csiga is, melynek elterjedési területe főleg a Felső-Tisza vidéke.
A vidék gazdag madárvilágából fellelhető itt a jégmadár, a szürke gém, a bakcsó, a ligeterdők rejtett zugaiban pedig az óriási termetű fészket rakó fekete gólya, míg a nagyobb erdőfoltokban rendszeresen költ az egerészölyv, a sárgarigó, a dús aljnövényzetű ligeterdőkben pedig a nagy fülemüle. A kanyargós Tisza-szakasz partfalaiban jelentős nagyságú fészkelőtelepei alakultak ki a partifecskének, ugyanezeken a szakaszokon a tiszavirág állománya is számottevő.

## Építészet
A környék építészeti emlékei közül számos kastély és templom található e vidéken, kiemelkedő fontosságú építményei a környék fatornyú templomai, haranglábai; Tákos, Csaroda, Márokpapi.
- Tákos, református temploma a YouTubeon:
- Csaroda, református templom a YouTubeon:

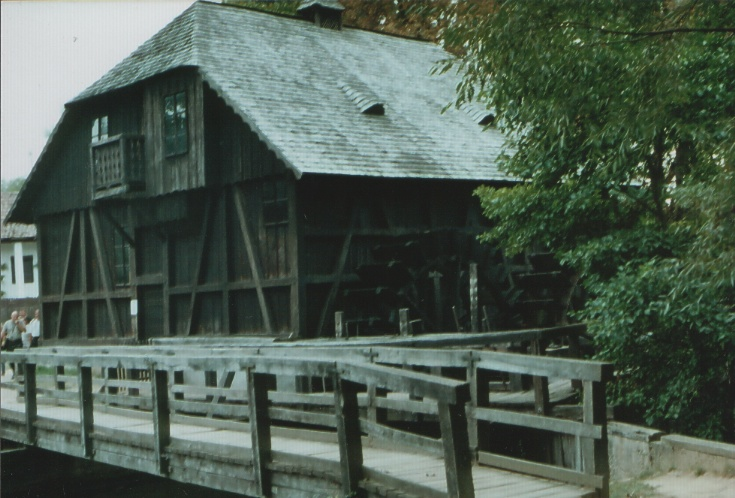
Túristvándi, vízimalom
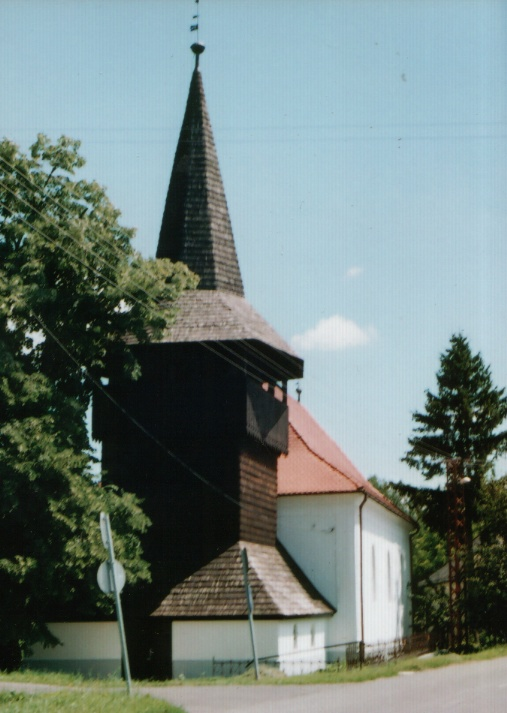
Uszka, fa harangláb
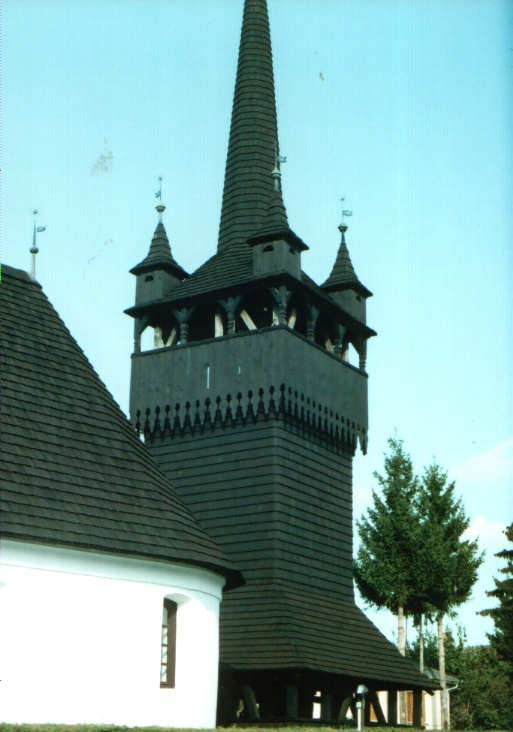
Tiszacsécse, fa harangláb
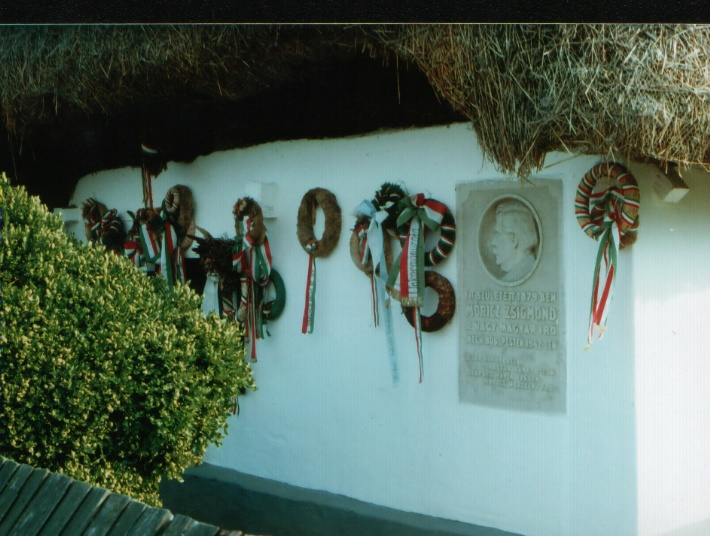
Tiszacsécse, Móricz Zsigmond szülőháza
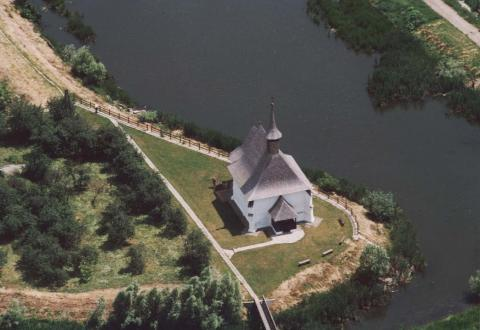
Csengersima, református templom
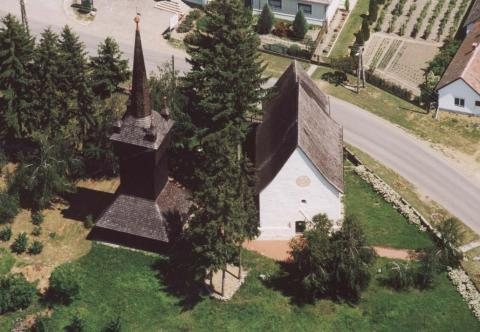
Vámosatya, fa harangtorony
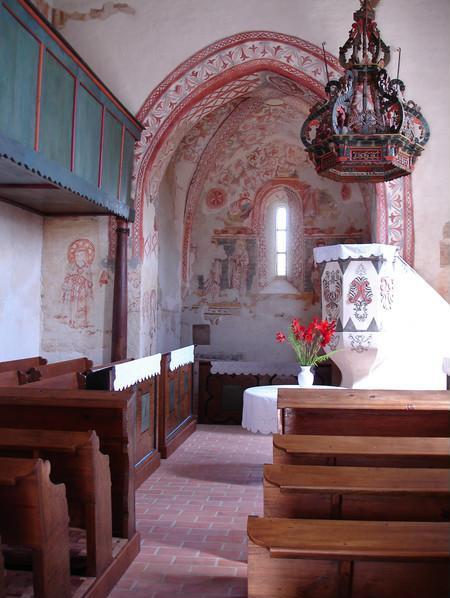
Lónya, templombelső
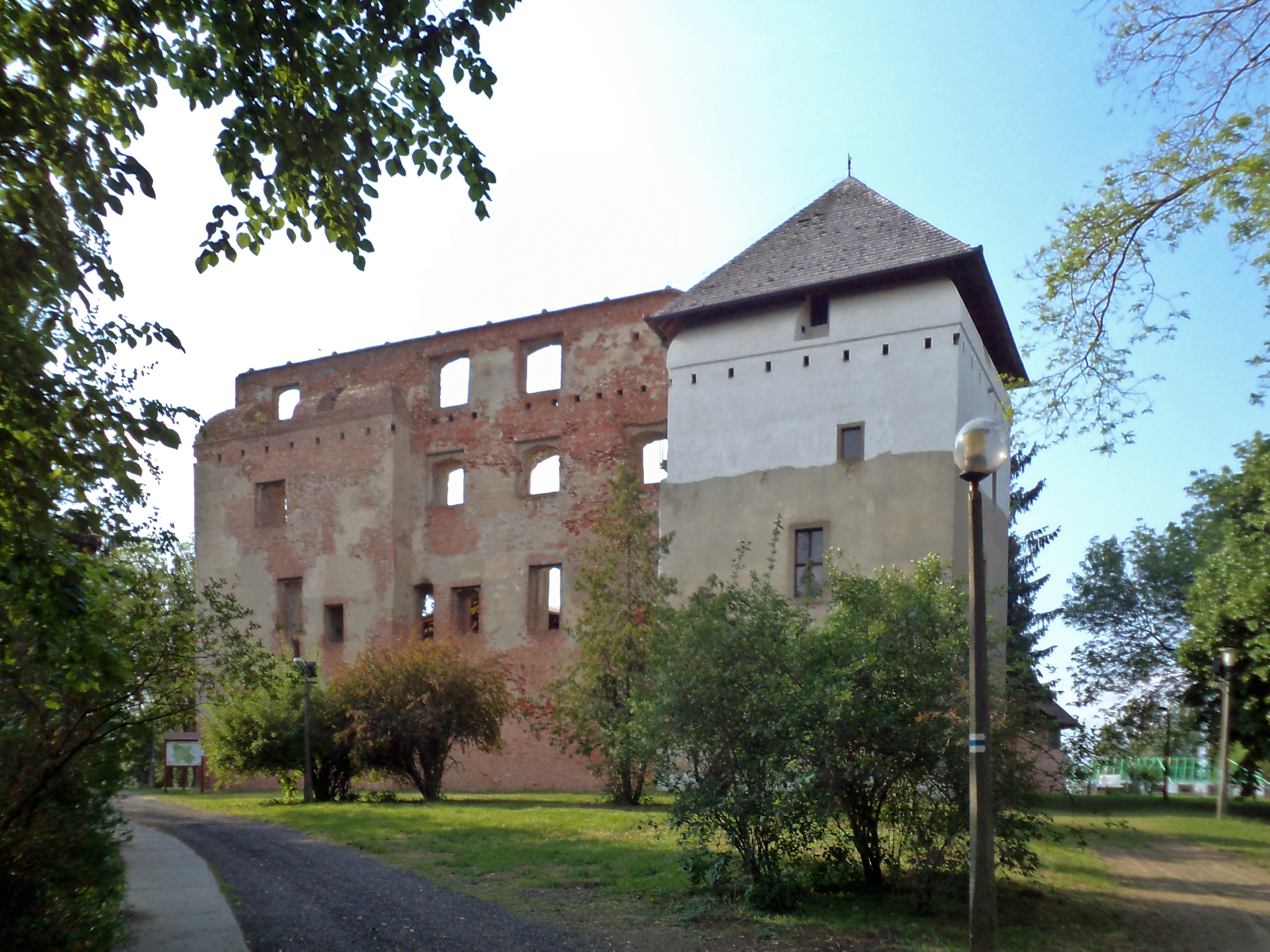
Kisvárda, vár
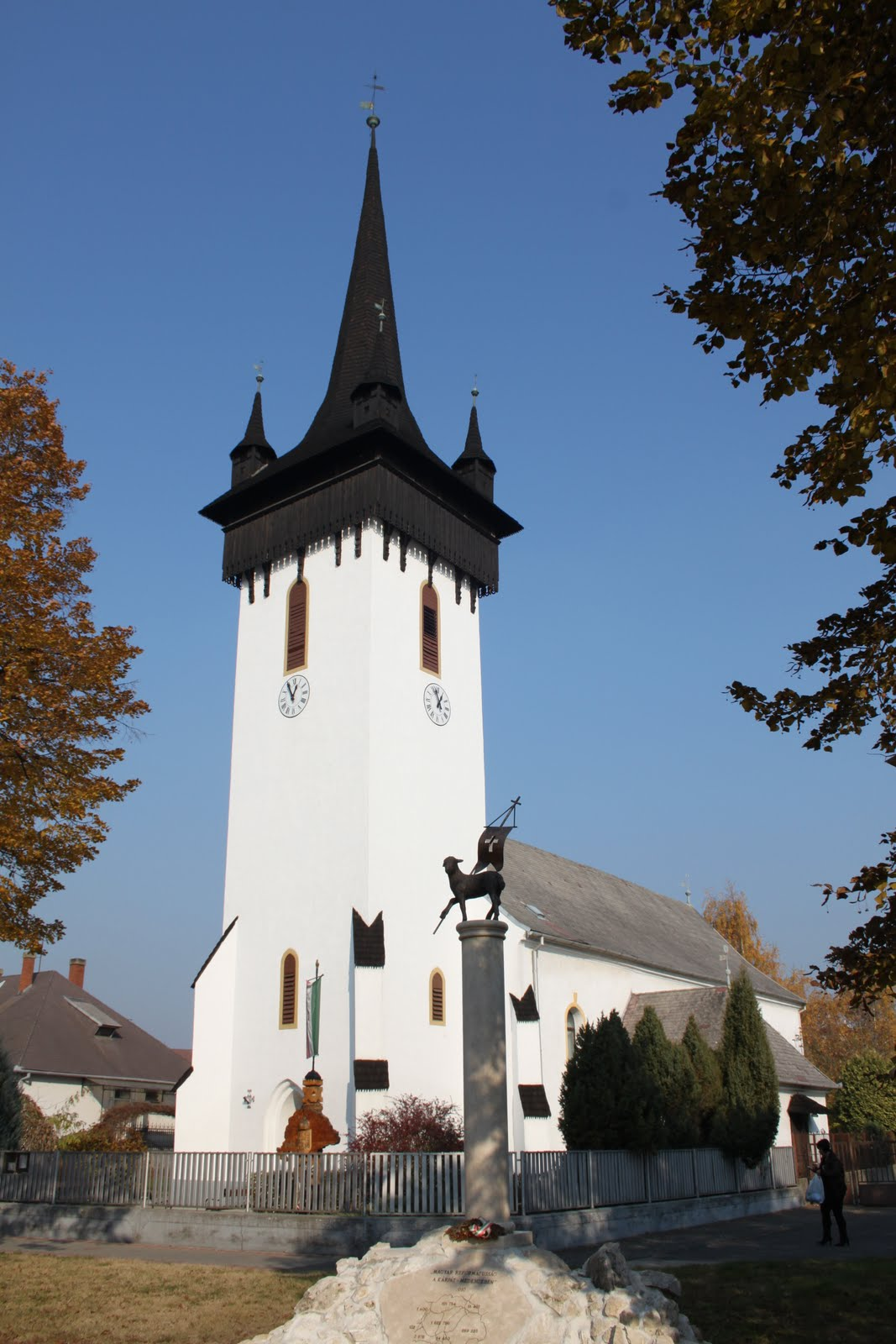
Fehérgyarmat, református templom
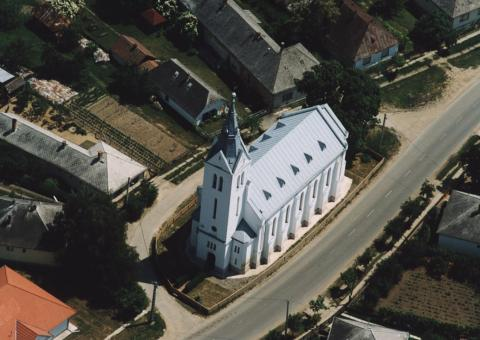
Jánd, református templom
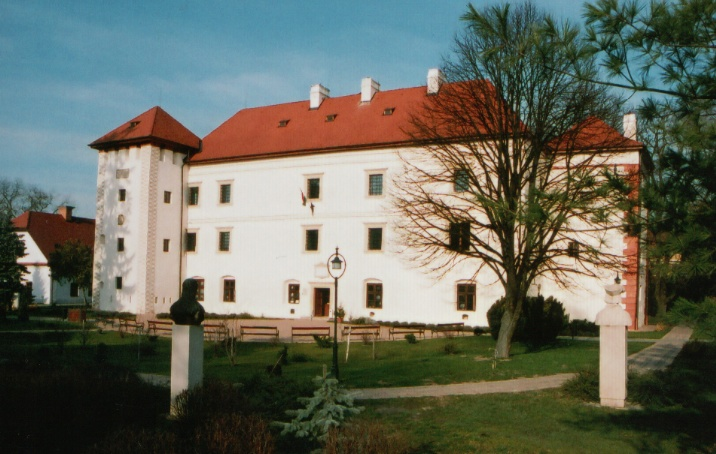
Vaja

## Néprajz, folklór
A Felső-Tisza-vidék néprajzát és folklórhagyományait többek között nagyrészt Luby Margit, Csiszár Árpád, Morvay Péter, Farkas József, Nyárády Mihály, Gunda Béla, Ujváry Zoltán dolgozták fel.
E vidéken ősi hagyománya volt a kender megmunkálásának; kenderszövésnek, fonásnak. Beregben máig készítik a keresztszemes hímzéseket. Az egykori közösségi munkák és összejövetelek, mint a kenderdörzsölés, fonó, lekvárfőzés tartották életben például Szatmár és Bereg tánckultúráját.
Máig gazdag a vidék folklór-, tánchagyománya, mely jellegzetesen régi táncdallamaival különül el a többi nyírségi, bodrogközi, hajdúsági felsőtiszai tájtól. Az Ecsedi-láp vidékére jellemző a magyar verbunk, melyet e vidéken a tánctudás maximumának tartanak. Szatmárban ezenkívül mély gyökerei vannak az eszközös pásztortáncoknak, botolóknak  és ezek kondástánc vagy ugrós változatainak is.
Gazdag a vidék népi építészete is, melyekből kitűnik a faépítészet, fafaragás, zsindelykészítés; fa tornyok, fa haranglábak máig nagy számban állnak még a vidék falvaiban. .

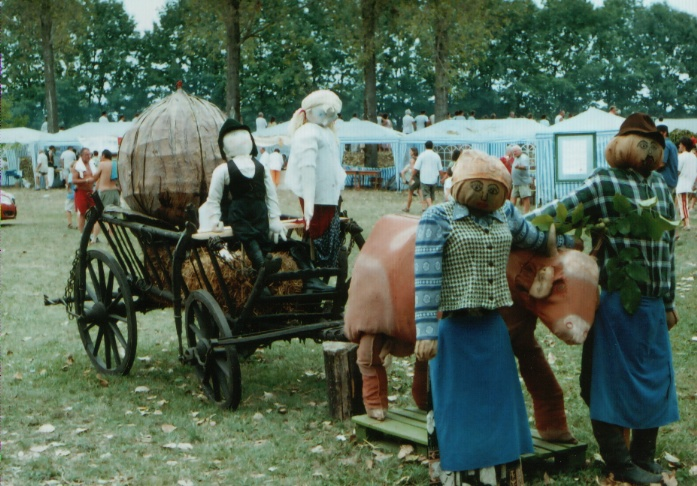
Milota, diófesztivál
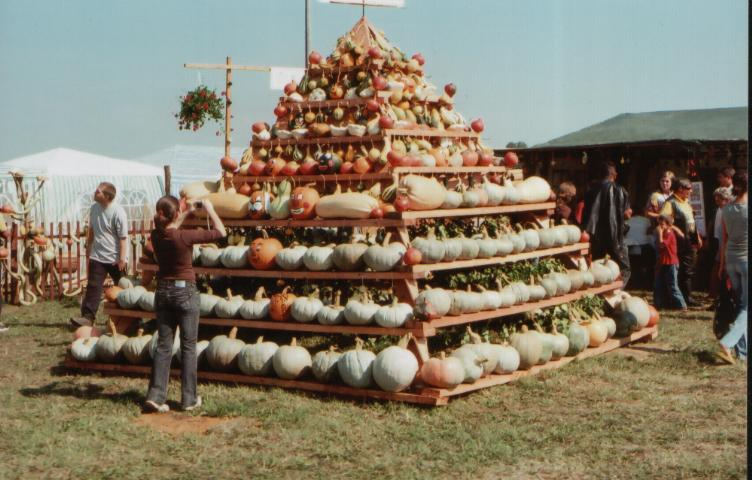
Nagydobos, sütőtökfesztivál
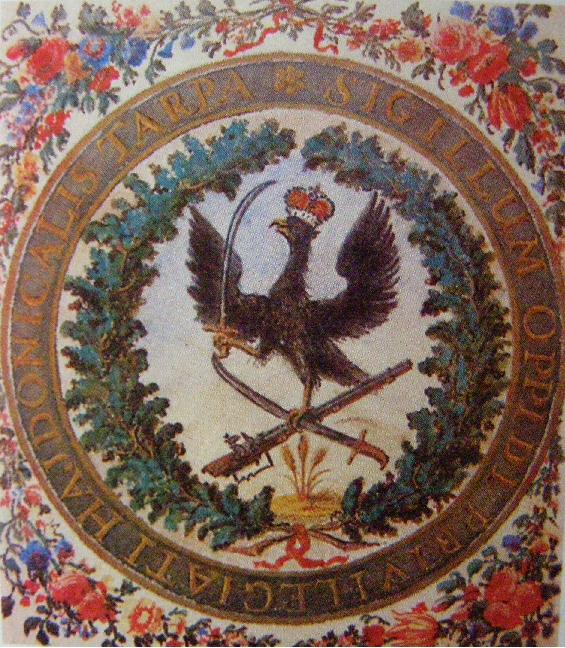
Tarpa hajdúváros pecsétje